# 2019年世界水泳選手権カーボベルデ選手団
2019年世界水泳選手権カーボベルデ選手団は、2019年7月12日から7月28日まで韓国の光州で開催された第18回世界水泳選手権のカーボベルデ選手団、およびその競技結果。今大会、カーボベルデは世界水泳選手権初参加となった。

## 選手団
- 人員: 選手 3人

## 選手名簿・結果
| 選手           | 種目              | 予選      | 予選  | 準決勝   | 準決勝   | 決勝     | 決勝     |
| 選手           | 種目              | 結果      | 順位  | 結果     | 順位     | 結果     | 順位     |
| -------------- | ----------------- | --------- | ----- | -------- | -------- | -------- | -------- |
| トロイ・ピナ   | 男子50m自由形     | 25秒64    | 105位 | 予選敗退 | 予選敗退 | 予選敗退 | 予選敗退 |
| トロイ・ピナ   | 男子50mバタフライ | 27秒68    | 75位  | 予選敗退 | 予選敗退 | 予選敗退 | 予選敗退 |
| ラトロヤ・ピナ | 女子50m自由形     | 29秒34    | 74位  | 予選敗退 | 予選敗退 | 予選敗退 | 予選敗退 |
| ラトロヤ・ピナ | 女子100m自由形    | 1分03秒88 | 76位  | 予選敗退 | 予選敗退 | 予選敗退 | 予選敗退 |
| ジェイラ・ピナ | 女子50m平泳ぎ     | 33秒52    | 38位  | 予選敗退 | 予選敗退 | 予選敗退 | 予選敗退 |
| ジェイラ・ピナ | 女子100m平泳ぎ    | 1分16秒00 | 44位  | 予選敗退 | 予選敗退 | 予選敗退 | 予選敗退 |

出場した3人は兄弟である。